# Pobè
Pobè je grad u Beninu, glavni grad departmana Plateau. Nalazi se 8 km zapadno od nigerijske granice i oko 55 km sjeverno od Porto-Nova.
Prema popisu iz 2002. godine, Pobè je imao 33.249 stanovnika.